# Palacete Ferraro
O Palacete Ferraro foi construído em 1830, para servir de residência aos padres lazaristas. Está localizado na avenida Joana Angélica 1102 (antigo número 149) no bairro de Nazaré em Salvador.

## História
O palacete construído em 1830 serviu inicialmente como residência dos padres lazaristas. A partir de 1927, abrigou a Escola Nossa Senhora Auxiliadora e também serviu de residência da sua diretora, a educadora Anfrísia Santiago.
Em 1984, o prédio foi adquirido e ocupado pelo Ministério Público até 1993. Foi a primeira sede própria do Ministério Público da Bahia. Após isso, abrigou Colégio Estadual Anfrísia Santiago.
Em 2007, o palacete retornou ao Ministério Público, após passar por recuperação e adaptação.

## Arquitetura
O palacete possui planta retangular, com térreo, pavimento nobre e sótão. Diferentemente das construções do período colonial, onde as funções de serviço ficavam no térreo, neste exemplar de sobrado urbano encontra-se um saguão central flanqueado por dois salões. No pavimento nobre, apresenta janelas com cercaduras D. Maria I, com balcões. Possui também um jardim lateral.